# Chauvigny-du-Perche

Chauvigny-du-Perche este o comună în departamentul Loir-et-Cher, Franța. În 1 ianuarie 2022 avea o populație de 230 de locuitori.